# Limnophila radialis
Limnophila radialis är en tvåvingeart som beskrevs av Alexander 1931. Limnophila radialis ingår i släktet Limnophila och familjen småharkrankar. Inga underarter finns listade i Catalogue of Life.